# 逆襲! 殺人拳
『逆襲! 殺人拳』（ぎゃくしゅう! さつじんけん、The Street Fighter's Last Revenge）は、1974年の日本映画。主演：千葉真一、監督：小沢茂弘、製作：東映、カラー・シネマスコープ、83分。『殺人拳シリーズ』の第三作。

## 概要
世界的に大ヒットした『殺人拳シリーズ』で、空手道・拳法の達人である非情なプロフェショナルの活躍を描いた第三弾。本作でも千葉は、格闘とアクロバティックな宙返りを駆使し、乗用車を運転中にサイドターンをして止めるなど、吹き替え無しで演じている。
剣琢磨（千葉真一）、政岡憲道（鈴木正文）らが引き続き出演し、ストーリーは繋がっている。奔放なヒロインに池玲子、沖縄武術の達人で琢磨に立ちふさがる検事に和田浩治、コメディリリーフに山城新伍、琢磨に挑むプロフェッショナルに志穂美悦子が配役され、実際の空手家では大塚剛が出演した。

## ストーリー
銀座にトレーニングジムと変装用の衣裳部屋を設けている剣琢磨は、非合法な仕事を請け負うプロフェッショナル。月島の和栄興業ビルで東光化学の内情が暴露されているカセットテープを盗もうとしていた大和田剛は警官隊に包囲され、兄・青巌に救援を求めていた。財界の黒幕である青巌は1千万で剛を救出するよう、琢磨を雇う。機動隊の一員に化けた琢磨は警官たちを叩きのめして、剛を大和田一派が待つ筑波台の造成地へ連れていく。大和田一派は謝礼金を渡さなかったので、琢磨が全員ぶちのめす。そこに女用心棒の火鳳が現れ、琢磨は戦いを挑まれる。その隙に剛たちは逃走してしまった。琢磨は左ハイキック、右後ろ回し蹴りと連続技を繰り出し、スキが出た火鳳の腹に左横蹴りをぶちかました。「女にしてはなかなかやるが、おれに立ち向かうには10年早い。花嫁修業でもするんだな」と言い放ち、大和田たちを追う。
大和田青巌は東光化学の株主総会で用心棒の桜木一鉄ら配下を送り込み、株主の反対をひっくり返して総会を終了させてしまう。その謝礼に社長の飯塚昌之助から100万の小切手を受け取るが、同時にカセットテープを聞かせ、小切手に「0を三つ足していただきましょう（10億円）。あなたがたは石油パニックに便乗して巨額の利益を得られた。隠し資産で数百億あることはわかっている」と恐喝した。この交渉中に剣琢磨が乱入。桜木が戦うものの、琢磨はテープを奪い取る。青巌は必死に説得するが「おれの契約は裏切られるたびに10倍に跳ね上がるんだ。金が用意できるまで待ってるぜ」と言い残し、天井へ忍者のように飛びつき、屋根裏から軽やかに逃げてしまった。青巌は「テープが公表されたらおしまいだ」と飯塚からも詰め寄られる。
帰宅した大和田青巌は剛を謹慎させ、妹・亜矢が推薦するフランキー・ブラックを新たな殺し屋として雇い、剣琢磨を呼び出して色仕掛けを琢磨からテープを奪おうとする。検事の国頭武良は青巌を調査していたのでテープの存在を知り、琢磨に憧れる君子を人質に取る法の番人としてあるまじき行為で、琢磨からテープを横取りしようと動き出した。テープを巡って琢磨、国頭、大和田一派の三つ巴の戦いになっていくが、誰がテープをものにし、勝利と大金を手中にできるか？琢磨は殺し屋たちに襲われ、卑劣な罠を仕掛けられながらも、明晰な頭脳と空手や拳法の類いまれなる腕前で敵を蹴散らしていく。

## キャスト
- 千葉真一 - 剣琢磨

- 池玲子 - 大和田亜矢
- 和田浩治 - 国頭武良
- 遠藤太津朗 - 渡辺力三（検事正）
- 汐路章 - 大和田剛
- キャッシー - 中山君子
- 村上冬樹 - 飯塚昌之助（東光化学社長）
- 北村英三 - 大和田青厳
- 有川正治 - 長友隆生（青厳の秘書）
- 高並功 - 森山
- 中村錦司 - 牛田恒男（東光化学専務）
- 司京子 - 山田里子
- 東竜子 - 国頭の母親
- 守田学哉 - 黒田（政民党副幹事長）
- 青木卓司 - 三井
- 春田三三夫 - 琢磨が変装した機動隊員
- 佐藤好将 - 大和田の配下
- 益田哲夫 - 大和田剛の配下
- 細川純一 - 大和田の配下
- 福本清三 - 権藤（大和田の配下）
- 笹木俊志 - 横光（大和田の配下）
- 岩尾正隆 - 山根（大和田の配下）
- 藤沢徹夫 - 藤田
- 志茂山高也 - 大和田の配下
- 森源太郎 - 憲兵
- 大矢敬典 - 大和田の配下
- 池田謙治 - 大和田の配下
- 北川俊夫 - キャバレーの客
- 片桐竜次 - 大和田の配下（琢磨が変装したドラキュラ）
- 有田剛 - 琢磨が変装した白バイ警官
- 大塚剛 ※全日本プロ空手協会 - 桜木一鉄
- ドライアン・ハワード - フランキー・ブラック
- ウィリー・ドーシー - ウルフ
- ヤン・ハーマンソン - ビリー
- 斎藤一之 - 田辺
- 小峰隆司 ※ノンクレジット - 東光化学の株主A
- 山城新伍 - テレビ番組の司会者
- 鈴木正文 ※武術指導・特別出演（日本正武館） - 政岡憲道
- 志穂美悦子 - 火鳳

## スタッフ
- 監督 - 小沢茂弘
- 企画 - 松平乗道
- 脚本 - 高田宏治・志村正浩・小沢茂弘
- 撮影 - 山岸長樹
- 照明 - 増田悦章
- 録音 - 中山茂二
- 美術 - 井川徳道
- 音楽 - 津島利章
- 編集 - 市田勇
- 助監督 - 清水彰
- 記録 - 牧野叔子
- 装置 - 米沢勝
- 装飾 - 宮川信夫
- 背景 - 西村和比古
- 美粧結髪 - 東和美粧
- スチール - 中山健司
- 演技事務 - 饗庭益雄
- 衣裳 - 松本信和
- 擬斗 - 菅原俊夫
- 進行主任 - 野口忠志

## 製作
物語上の舞台は銀座・月島・後楽園ゆうえんち・湘南になっているが、東映京都撮影所で製作されたため、近畿一円やクライマックスの決闘は淡路島の洲本城、マリーナでロケーション撮影された。